# Hirudicolotrema richardsoni
Hirudicolotrema richardsoni är en plattmaskart. Hirudicolotrema richardsoni ingår i släktet Hirudicolotrema och familjen Macroderoididae. Inga underarter finns listade i Catalogue of Life.